# 廣安美代子
廣安 美代子（ひろやす みよこ、1911年〈明治44年〉1月23日 - 2025年〈令和7年〉7月29日）は、日本のスーパーセンテナリアン。大分県中津市在住の長寿の女性。2025年5月21日から死去まで日本最高齢であった。

## 人物
大分県中津市に生まれた。東京都内の学校で美術を学び、後に広島県内で美術教師として働いた。そこで夫と出会い結婚。夫婦には3人の子供がいる。
老人ホームに入る前は、中津市の自宅で、地元の小学生を対象に書道や絵画の授業を行っていた。
2018年9月に107歳で中津市内最高齢として市長より祝福を受ける。
2021年4月30日には、大分県の最高齢者となる。同年9月17日、大分県知事からも祝福を受けた。
2023年9月にも大分県知事より祝福を受けた。100歳のお祝いをしてもう12年も経つと驚き、長生きの秘訣は「ない。行きたいところへ行くし、食べたいものを食べて自由気まま。」と話した。
また板チョコが大好物で、絵を描くのが趣味とし、今後も続けていきたいと話した。
2025年5月20日に愛知県の近藤ミネが、翌21日に静岡県の臼井ますが相次いで亡くなったことにより、114歳117日で国内最高齢者となった。
2025年7月29日に死去した。114歳没。国内最高齢者は奈良県の賀川滋子となった
。